# 纳克拉
纳克拉，是西班牙巴伦西亚自治区巴伦西亚省的一个市镇。总面积39平方公里，总人口3002人（2001年），人口密度77人/平方公里。